# Amiantos
Amiantos es un pueblo perteneciente al distrito de Limasol, Chipre.

## Superficie
Cuenta con una superficie de 9,462 kilómetros cuadrados.

## Demografía
Hasta 2021 la población era de 179 habitantes, con una densidad de población de 18,92 habitantes por kilómetro cuadrado.
| Gráfica de evolución demográfica de Amiantos entre 1976 y 2021                       |
|                                                                                      |
| Datos según Population statistics of Eastern Europe & former USSR y City Population. |